# 星野香織
星野香織（ほしの かおり、1988年9月28日 - ）は、日本のタレント。
東京都出身。元・プラチナム・パスポート所属。

## 人物
- スキューバダイビングの資格免許を持っている。
- ゴキブリを平気で殺せることが特技。
- 2008年6月、目黒食堂で行われた舞台「THE BAMBOO SHOW」に友稀サナらと共に出演する予定だったが、急病により出演出来なかった（代役は鈴木咲が担当した）。
- 2010年1月20日付でプラチナムを退所したが、ブログは引き続き更新している。

## 出演

### テレビ
- やりすぎコージー（テレビ東京系）6代目やりすぎガール

## DVD
- 妄想少女〜デビュー編〜　（2008年8月29日　リバプール　アイドルニッポンレーベル）
- 妄想少女〜あの頃の私編〜　（2009年5月29日　リバプール　アイドルニッポンレーベル）

## その他
- ダリヤ「メンズパルティ」パッケージモデル(他メンバーは、愛川ゆず季、木口亜矢)